# Sri-lankische Cricket-Nationalmannschaft in Indien in der Saison 1982/83
Die Tour der sri-lankischen Cricket-Nationalmannschaft nach Indien in der Saison 1982/83 fand vom 12. bis zum 22. September 1982 statt. Die internationale Cricket-Tour war Bestandteil der Internationalen Cricket-Saison 1982/83 und umfasste einen Test und drei ODIs. Indien gewann die ODI-Serie 3–0, während die Test-Serie 0–0 unentschieden endete.

## Vorgeschichte
Für beide Mannschaften war es die erste Tour der Saison. Beide Mannschaften trafen auch erstmals bei einer Tour aufeinander.

## Stadien
Die folgenden Stadien wurden für die Tour als Austragungsort vorgesehen.
| Stadion                                     | Stadt     | Kapazität | Spiele  |
| ------------------------------------------- | --------- | --------- | ------- |
| Gandhi Sports Complex Ground                | Amritsar  | 16.000    | 1. ODI  |
| Karnataka State Cricket Association Stadium | Bangalore | 42.000    |         |
| Feroz Shah Kotla                            | Delhi     | 48.000    | 2. ODI  |
| M. A. Chidambaram Stadium                   | Madras    | 46.000    | 1. Test |

## Kaderlisten
| Test | Test | ODI | ODI |
| Indien | Sri Lanka | Indien | Sri Lanka |
| --- | --- | --- | --- |
| - Kapil Dev - Dilip Doshi - Sunil Gavaskar - Syed Kirmani - Madan Lal - Arun Lal - Sandeep Patil - Yashpal Sharma - Rakesh Shukla - Dilip Vengsarkar - Sadanand Viswanath | - Roy Dias - Mahes Goonatilleke - Ranjan Madugalle - Chaminda Mendis - Keerthi Ranasinghe - Arjuna Ranatunga - Rumesh Ratnayeke - Bandula Warnapura - Ashantha de Mel - Ajit de Silva - Somachandra de Silva | - Mohinder Amarnath - Roger Binny - Kapil Dev - Dilip Doshi - Syed Kirmani - Madan Lal - Ashok Malhotra - Sandeep Patil - Yashpal Sharma - Kris Srikkanth - Dilip Vengsarkar | - Roy Dias - Mahes Goonatilleke - Vinothen John - Ranjan Madugalle - Chaminda Mendis - Keerthi Ranasinghe - Rumesh Ratnayake - Rumesh Ratnayeke - Bandula Warnapura - Sidath Wettimuny - Ashantha de Mel - Ajit de Silva - Somachandra de Silva |

## One-Day Internationals

### Erstes ODI in Amritsar
| 12. September Scorecard | Amritsar | Indien 269-7 (46)          | – | Sri Lanka 191-8 (46) |
|                         |          | Indien gewinnt mit 78 Runs |   |                      |

### Zweites ODI in Delhi
| 15. September Scorecard | Delhi | Sri Lanka 277-8 (50)         | – | Indien 281-4 (40.5) |
|                         |       | Indien gewinnt mit 6 Wickets |   |                     |

### Drittes ODI in Bangalore
| 26. September Scorecard | Bangalore | Sri Lanka 233-8 (50)         | – | Indien 234-4 (39.2) |
|                         |           | Indien gewinnt mit 6 Wickets |   |                     |

## Test in Madras
| 17. – 22. September Scorecard | Madras | Sri Lanka 346 (92.5) & 394 (96.3) | – | Indien 566-6 (131) & 135-7 (28) |
|                               |        | Remis                             |   |                                 |